# Złota Bulla Leopolda I
Złota Bulla Leopolda I – dokument wydany 21 października 1702 roku przez cesarza rzymsko-niemieckiego i jednocześnie króla Czech i księcia Śląska Leopolda I Habsburga. Był to akt fundacyjny Akademii Leopoldyńskiej (Akademia Leopoldina) we Wrocławiu, która stała się zalążkiem Uniwersytetu Wrocławskiego.